# 吉野川 (岡山県)
吉野川（よしのがわ）は、岡山県東部を流れる吉井川水系の最大の支流で、一級河川である。